# Кахана, Эрнё
Эрнё Кахана (венг. Kahána Ernő; 2 декабря 1890, Дьердёбэкаш (Gyergyóbékás) — 28 апреля 1982, Бухарест) — венгерский и румынский психиатр, прозаик (на венгерском и румынском языках), брат писателя Мозеша Кахана.

## Биография
Родился в бедной еврейской семье. Окончил гимназию в Клаузенбурге (1907) и медицинский факультет Венского университета (1914). Вместе с братом на протяжении 1930-х годов публиковался в журнале «Korunk» (статьи с приложением метода психоанализа и индивидуальной психологии Альфреда Адлера к анализу литературных произведений). Заведовал госпиталем нервных и психических болезней в Колошваре (ныне Клуж-Напока), публиковал научные труды в области психиатрии и психоанализа, а также книги для широкой аудитории:

## Труды
- «A freudizmus után. Bevezetés Adler Alfred individual-pszichológiájába» (Индивидуальная психология Альфреда Адлера, Брашов, 1924 год)
- «A szociáldemokrácia és a dialektika» (Социалдемократия и диалектика, Надь Варад, теперь Орадя, 1932 год)
- «Socialdemocratia în lumina materialismului dialectic» (Социалдемократия в свете диалектического материализма, рум. яз., Колошвар, 1933 год)
- «Democraţia» (Демократия, рум. яз., 1945 год), «Problema naţională» (Национальная проблема, рум. яз., 1945 год)
- «Az orvosé a szó» (Бухарест, 1972) и другие.